# Betlémská kaple v Bohemce
Betlémská kaple v Bohemce je kaple v české evangelické obci Bohemka ve Vradijivském okrese Mykolajivské oblasti na jižní Ukrajině.

## Popis stavby
Jde o polyfunkční kostel se sborovou místností, bytem pro faráře, místností pro muzeum obce a práci krajanského spolku.

### Stavba kaple a její poslání
Myšlenka o stavbě českého evangelického kostela v Bohemce na Ukrajině byla poprvé vyslovená ve Lvově 2. června 1993 v rozhovoru vikáře Českobratrské církve evangelické (ČCE) z Hrabové Václava Hurta a Alexandra Drbala. Vikář Hurt ji podpořil, napsal o ní a jiných snahách krajanů článek do církevního tisku a seznámil s nimi také synodní radu ČCE. Synodní rada se rozhodla, že ČCE stavbu kostela organizačně a finančně podpoří. Příprav ke stavbě se ujal tajemník synodní rady ČCE Jan Sláma, který vyhledal pro vypracování projektu architekta Petra Pirochtu z Brna.
Projekční práce byly zahájeny 14. ledna 1994 při zájezdu Petra Pirochty spolu s vikářem Václavem Hurtem a farářem ČCE z Brna Pavel Kalusem do Bohemky a ukončeny v dubnu 1994. Základní kamen ke stavbě kostela byl položen 28. srpna 1994 za účastí synodního seniora ČCE Pavla Smetany, tajemníka synodní rady ČCE Jana Slámy, prvního velvyslance České republiky (ČR) na Ukrajině Pavla Máši, spolupředsedy Československé kulturně osvětové společnosti J. A. Komenského na Ukrajině A. Drbala a představitelů místní vlády. Při této příležitosti tajemník synodní rady ČCE Jan Sláma předal sboru také finanční částku od ČCE na stavbu kostela. Dalších organizačních a stavebních prací se ujal předseda krajanského spolku Čeští bratři (od r. 2005 Bohemka) a kurátor sboru Josef Hart. V podmínkách složité ekonomické situace na Ukrajině obstarával sám všechny potřebné stavební materiály pro stavbu, jako například tašky a pálené cihly, a jezdil pro ně nákladním autem např. až do Lvova na Západní Ukrajině (což je asi 700 km). Bez přehnání lze tvrdit, že bez jeho obětavé činnosti by první český evangelický chrám v nezávislé Ukrajině nebyl. Za svou činnost při stavbě Betlémské kaple v Bohemce byl 21. června 1997 zvolen čestným členem občanského sdružení Exulant.
Stavba začala 10. června 1995. Stavební práce vykonala brigáda, složená s členů ukrajinské evangelické mise „Promiň nadiji“ z nedalekého Pervomajska. Různé vypomocné práce měli na starostí kurátor Josef Hart, kazatel Josef Jančík, členové jejich rodin, staršovstva a sboru.
Posvěcení prvního českého evangelického kostela v Bohemce na Ukrajině – Betlémské kaple se konalo 20. října 1996. Účastnili se synodní senior ČCE Pavel Smetana, tajemník synodní rady ČCE J. Sláma, ředitel Odboru krajanských a nevládních styků Ministerstva zahraničních věcí ČR Jaromír Plíšek, představitelka Kanceláře prezidenta republiky Helena Dluhošová, bývalý předseda České národní rady Ukrajiny A. Drbal, představitelé velvyslanectví ČR na Ukrajině, krajanských spolků a místní vlády. K této slavností zaslal pozdravný dopis také prezident České republiky:
| „              | Vážení přátelé, milí krajané! Shromáždili jste se ke slavnostnímu otevření nové vybudovaného sborového domu Českých bratři a zároveň si připomínáte již více než devadesátiletou historii své obce. Dovolte mi, abych Vás všechny při této slavnostní příležitosti srdečně pozdravil. Těší mne vědomí, že jste si po staletí, vzdálení vlasti svých předků, uchovali vědomí sounáležitosti s českým národem a znalost mateřského jazyka. Oceňuji, že dále uchováváte a šíříte českou kulturu ve své dnešní vlasti. A zejména si vážím vaší odvahy a pevnosti, s níž jste si přes všechny útrapy a nesnáze dokázali uchovat víru svých prarodičů. Naplňuje mne obdivem Vaše vůle k uchování dědictví víry a vážnost, s kterou jste přes všechny nepříznivé historické okolnosti dokázali zachovat i své českobratrské kancionály. Děkuji na tomto místě i představitelům Českobratrské církve evangelické za podporu a pomoc nejen duchovní, ale i materiální, kterou poskytla vašemu společenství. Přeji Vám, aby již nebyly přerušeny přátelské kontakty s historickou vlastí vašich předků, k jejímuž kulturnímu odkazu se hlásíte, abyste i nadále mohli udržovat a rozvíjet své kulturní dědictví víry k vzájemnému obohacení nás všech. Přeji Vám vše dobré | “ |
| — Václav Havel | |   |

Podle původní myšlenky kaple je určena výhradně pro bohoslužební účely, zejména pro kázání a to kázání v mateřském jazyce, tj. v češtině a pro činnost krajanského spolku.

### Následné stavební proměny kaple
V srpnu 2002 dostavěla Stavební agentura Kolínský z Prahy (ředitel Petr Kolínský) věž na Betlémské kapli a v červnu 2003 byl ve věži zavěšen zvon vážící 64 kg. Dostavbu věže podpořila finančně ČCE a vyhotovení zvonu - ČCE, spolek evangelických duchovních, evangelicko-reformovaný sbor v Zelowě v Polsku a rodina Opočenských z Horních Řečic. O uskutečnění obou události se zasloužil tajemník Evangelické teologické fakulty Univerzity Karlovy v Praze a koordinátor ČCE pro styk s Českým nezávislým evangelickým bratrským sborem v Bohemce a Veselynivce Petr Brodský.

## Fotogalerie

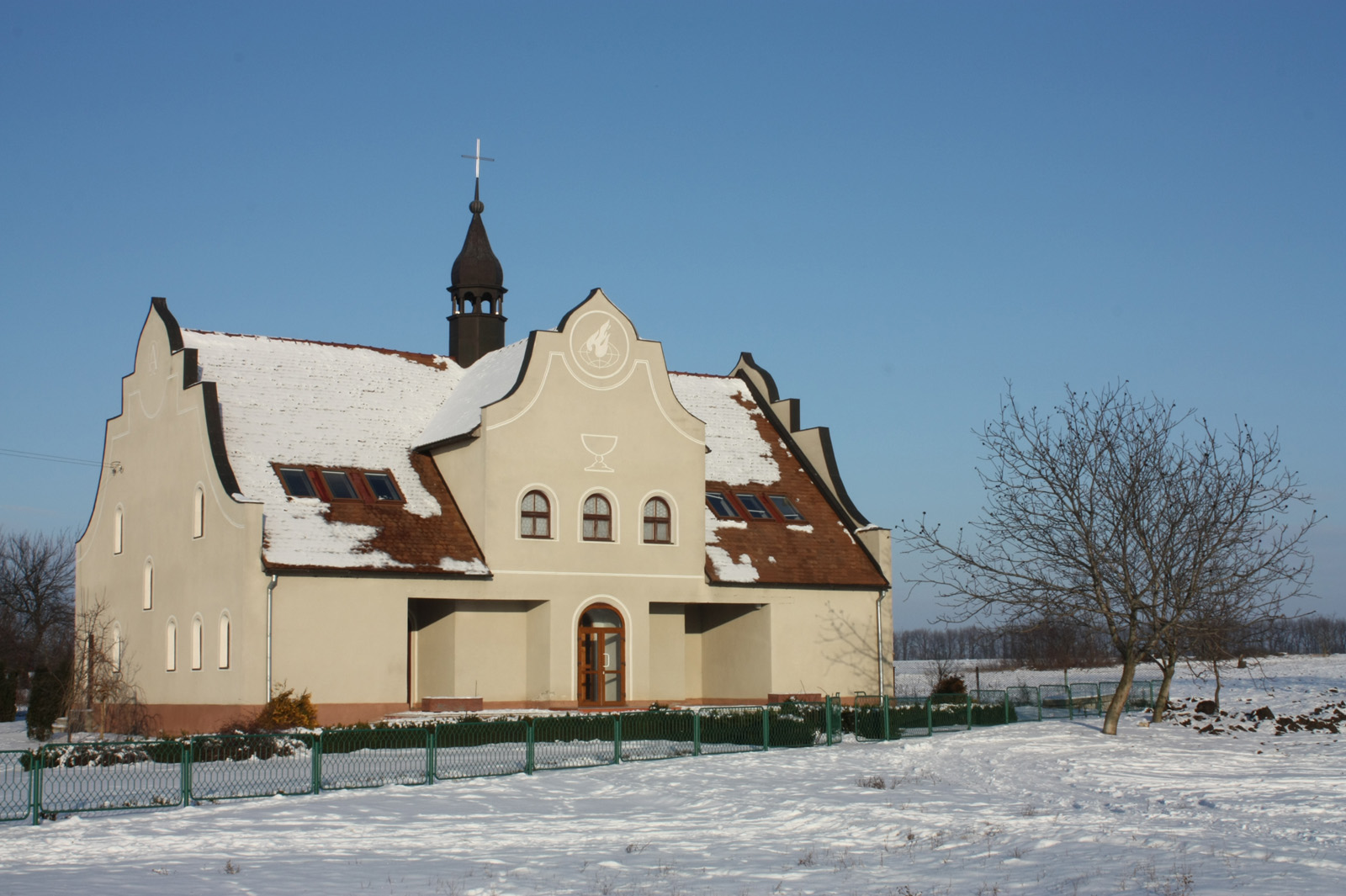
Betlémská kaple, 4.1.2009